# Troisième circonscription de la préfecture de Wakayama
La troisième circonscription de la préfecture de Wakayama (和歌山県第3区, Wakayama-ken dai-san-ku) est une ancienne circonscription législative de la préfecture de Wakayama au Japon.

## Description géographique
Entre 1994 et 2013, la troisième circonscription de la préfecture de Wakayama comprenait les villes d'Arida, Gobō, Tanabe et Shingū et les districts d'Arida, Hidaka, Nishimuro et Higashimuro.
Entre 2013 et 2022, elle regroupait les mêmes unités administratives à l'exception de la ville d'Arida.

## Députés
| Législature | Début de mandat | Fin de mandat | Député élu      | Parti politique | Parti politique |
| ----------- | --------------- | ------------- | --------------- | --------------- | --------------- |
| 41e         | 1996            | 2000          | Toshihiro Nikai |                 | NFP             |
| 42e         | 2000            | 2003          | Toshihiro Nikai |                 | PC              |
| 43e         | 2003            | 2005          | Toshihiro Nikai | NPC             |                 |
| 44e         | 2005            | 2009          | Toshihiro Nikai |                 | PLD             |
| 45e         | 2009            | 2012          | Toshihiro Nikai |                 | PLD             |
| 46e         | 2012            | 2014          | Toshihiro Nikai |                 | PLD             |
| 47e         | 2014            | 2017          | Toshihiro Nikai |                 | PLD             |
| 48e         | 2017            | 2021          | Toshihiro Nikai |                 | PLD             |
| 49e         | 2021            | 2024          | Toshihiro Nikai |                 | PLD             |